# 群英会 (1972年电影)
《群英会》，是1972年香港邵氏公司出品，由張徹及程刚聯合執導，狄龙、岳华主演的香港電影。电影由三个独立的故事组成。

## 電影內容
该电影主要由三个故事组成，第一个故事《铁弓缘》讲的是一对男女因为一把弓而结缘；第二个故事《胭脂虎》讲的是一些色艺双绝的女子所发生的故事；第三个故事《白水滩》讲的是水浒传中，梁山好汉后人为了救出侠士，不惜纷纷献出生命。

## 演员表
- 岳华 饰 匡忠(《铁弓缘》主角)
- 施思 饰 陈英英
- 罗烈 饰 庞勋
- 何莉莉 饰 石中玉
- 姜大卫 饰 穆遇奇
- 狄龙 饰 徐士英（徐宁的后代。）
- 洪金宝
- 高宝树
- 田青 饰 施少鹏
- 汪萍 饰 石中珠
- 宗华 饰 王行瑜
- 金汉 饰 李景让
- 陈燕燕 饰 李母
- 刘午琪 饰 金花
- 江玲 饰 梅香
- 吕珊 饰 竹青
- 杨斯 饰 黑道高手
- 李菁 饰 徐凤英（徐宁的后人）
- 李允中 饰 商人
- 陈星 饰 任达
- 谷峰 饰 罗天仪
- 孟元文 饰 二狗子
- 顾秋琴 饰 银花
- 李笑丛 饰 中军
- 蓝伟烈 饰 将军
- 郑雷 饰 花逢春
- 杨斯 饰 呼延豹（呼延灼的后人）
- 王光裕 饰 秦仁（秦明的后人）
- 唐炎灿 饰 抓地虎
- 吴池钦 饰 关胜
- 王钟饰 尤杰
- 王清河
- 袁和平

## 備註
1. ↑  .   [2021-10-08]. （原始内容存档于2021-10-08）.

## 外部連結
- 豆瓣链接 （页面存档备份，存于）
- 时光网链接 （页面存档备份，存于）
- 互联网电影数据库（IMDb）上《群英会》的资料（英文）